# Carel Diederik du Moulin

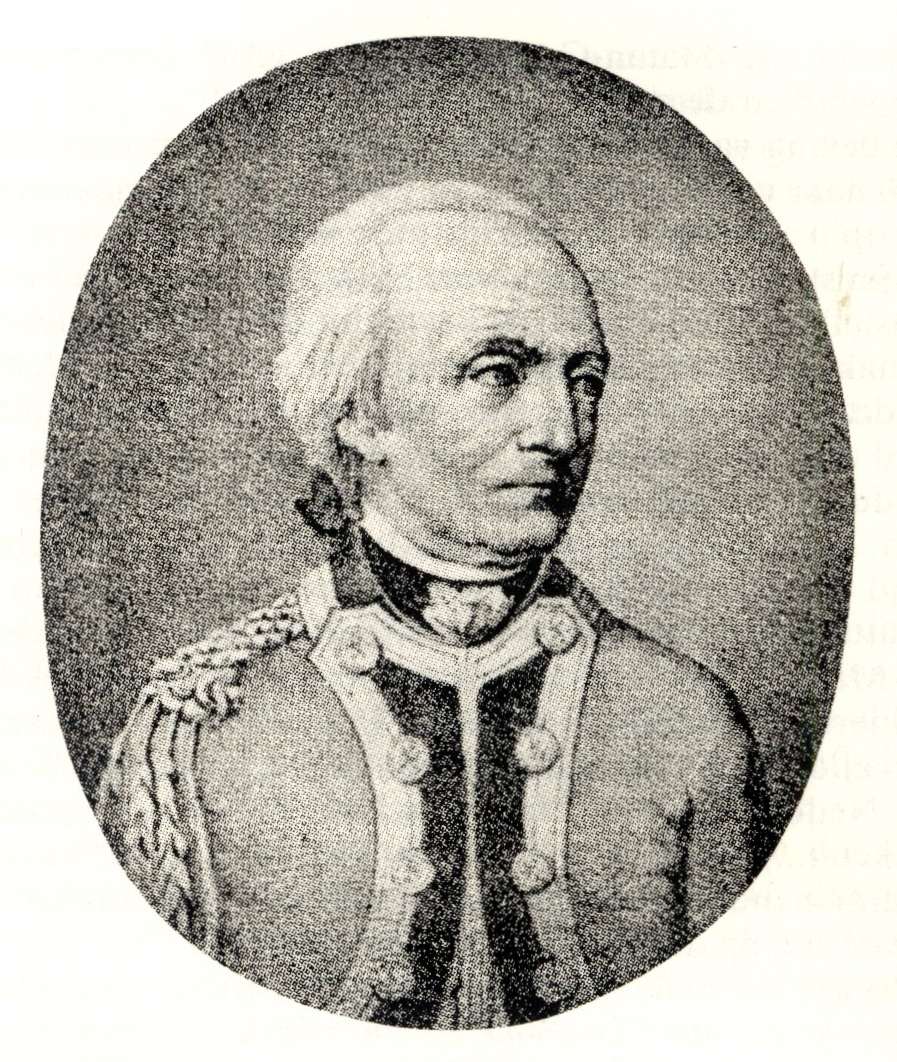
Carel Diederik du Moulin (1728-1793)

Carel Diederik du Moulin (Namen, 30 juli 1727 - Dordrecht, 21 maart 1793) was een vooraanstaand Nederlands militair, genie-officier en vestingdeskundige in de 18e eeuw. Zijn hoogste rang was die van luitenant-generaal in het Staatse leger. Hij was onder meer werkzaam in Namen, Bergen op Zoom, Maastricht, Sas van Gent en Sluis, en is vooral bekend vanwege het ontwerp van de naar hem genoemde Linie van Du Moulin (1773-77) in de vestingwerken van Maastricht.

## Biografische schets
Carel Diederik du Moulin werd in het Zuid-Nederlandse Namen geboren als zoon van Ferdinand Théophile du Moulin, grootmajoor van de Citadel van Namen, en Philippine Christine von Schilling, hofdame van prinses Maria Louise van Hessen-Kassel. Vier dagen na zijn geboorte werd hij ten doop gehouden door de jonge Willem IV van Oranje-Nassau, wiens page hij later zou worden. Hij koos op jonge leeftijd voor een militair-technische loopbaan, in het voetspoor van zijn vader, die hij al op tweejarige leeftijd had verloren. Nauwelijks 16 jaar oud werd hij extra-ordinaris ingenieur; enkele jaren later, in 1747, ingenieur. In datzelfde jaar nam hij deel aan de Slag bij Lafelt, waarna hij in Bergen op Zoom werd geplaatst. In 1753 werd hij bevorderd tot majoor der genie.

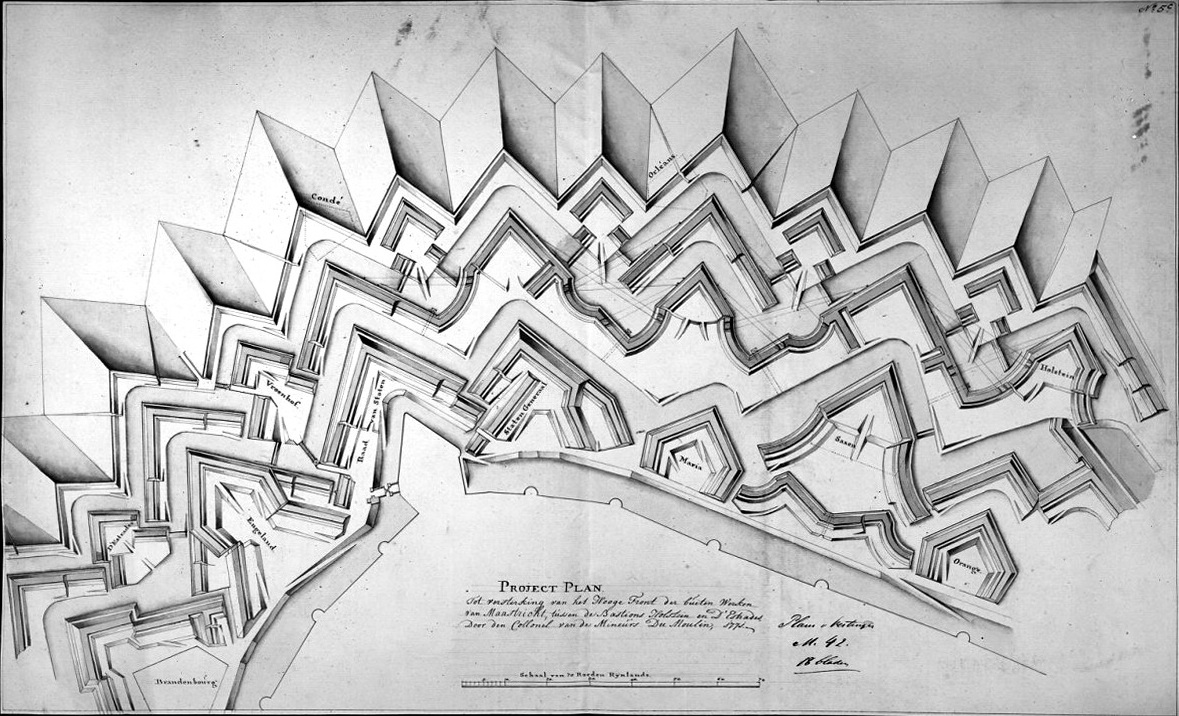
Du Moulins plan voor de Hoge Fronten, 1771

In 1767 werd hij benoemd tot garnizoenscommandant in Namen en twee jaar later tot opperbevelhebber van diezelfde vesting. Eveneens in 1769 werd hij commandant van het Staatse Korps Mineurs en Sappeurs. In 1771 overleed Pieter de la Rive, de directeur van het Departement van Fortificatiën van Overmaze. Als interim-directeur werd aangesteld kolonel Z.C. Stuten en Du Moulin werd zijn assistent. Een jaar later werd Stuten door de Raad van State gepasseerd bij de definitieve benoeming, nadat men de voorkeur had gegeven aan Du Moulins plannen voor de Maastrichtse Hoge Fronten, boven die van Stuten. In 1774 werd hij benoemd tot kolonel-commandant van het Maastrichtse garnizoen en groot-majoor van het Namense garnizoen. Rond diezelfde tijd werd hij directeur-generaal van het landelijke Korps Directeurs en Ingenieurs der Fortificatiën. In die werkte hij verder aan de verbetering van de buitenwerken van de vesting Maastricht, in die tijd "sleutel van de Republiek" en "bolwerk der Nederlanden" genoemd.
Tijdens de Vierde Engels-Nederlandse Oorlog (1780-84) kreeg hij de verdediging van een groot deel van de kust van de Republiek opgedragen, waarbij een conflict ontstond met de Staten van Friesland. In 1791, aan het eind van zijn leven, werd hij benoemd tot commandant van Sas van Gent en militair gouverneur van Sluis met onderhorige steden en forten. Een maand voor zijn overlijden bracht hij als directeur van 's lands fortificatiën een laatste rapport uit met aanbevelingen voor de verbetering van de Grebbelinie.
Du Moulin is tweemaal getrouwd geweest: in 1748 huwde hij in Naarden met Adriana Heshuijsen, met wie hij zeven kinderen kreeg, en van wie hij in 1771, slechts enkele maanden voor haar dood, scheidde. In 1773 huwde hij te Delft met Johanna Hillegonda van der Sluijs, met hij vijf kinderen kreeg. Vier van zijn zonen traden in zijn voetspoor en werden militair. Zijn zoon Friedrich Ferdinand Jacob Dumoulin was ontvanger van de Militaire Willems-Orde. Naast zijn militaire loopbaan was Du Moulin geïnteresseerd in geschiedenis en letterkunde. Hij was onder meer lid van de in 1766 in Leiden opgerichte Maatschappij der Nederlandse Letterkunde. Daarnaast was hij een fervent jager, waartoe hij zich geregeld terugtrok, onder andere te Culemborg en Oudenbosch. Hij overleed op 65-jarige leeftijd in Dordrecht en werd begraven in Den Haag.

## Nalatenschap
Vanaf 1772 werkte Du Moulin aan de vernieuwing van de Hoge Fronten in Maastricht, waarvan het noordelijk deel later zijn naam zou dragen. Du Moulin verbeterde de laat-17e-eeuwse bastions Saxen en Holstein, en ontwierp de nieuwe bastions Prins Frederik, Stadhouder en Erfprins en de lunetten Zeeland, Holland en Gelderland. De couvre-face vóór het bastion Stadhouder werd na zijn dood eveneens naar hem vernoemd. Daarnaast verbeterde hij de ondergrondse verdedigingswerken van Maastricht en maakte hij niet of slechts ten dele uitgevoerde ontwerpen voor de verbetering van de Bossche fronten en de buitenwerken van Wyck. Bij al deze werken werkte Du Moulin nauw samen met François de Veye, die hem in Maastricht en Overmaze was opgevolgd.
In 1939 werd in Soesterberg de Du Moulinkazerne naar hem vernoemd.

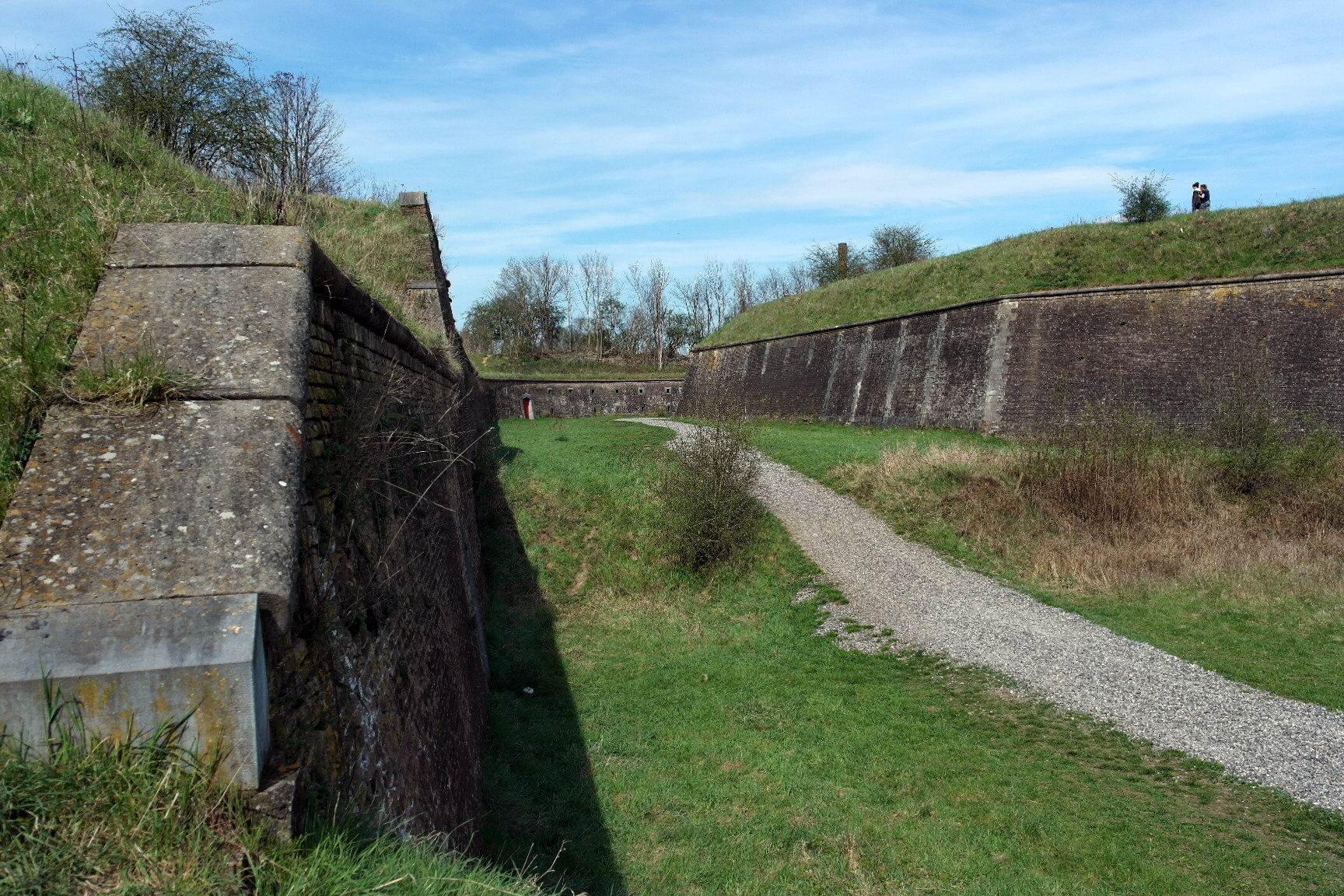
Linie van Du Moulin, Maastricht
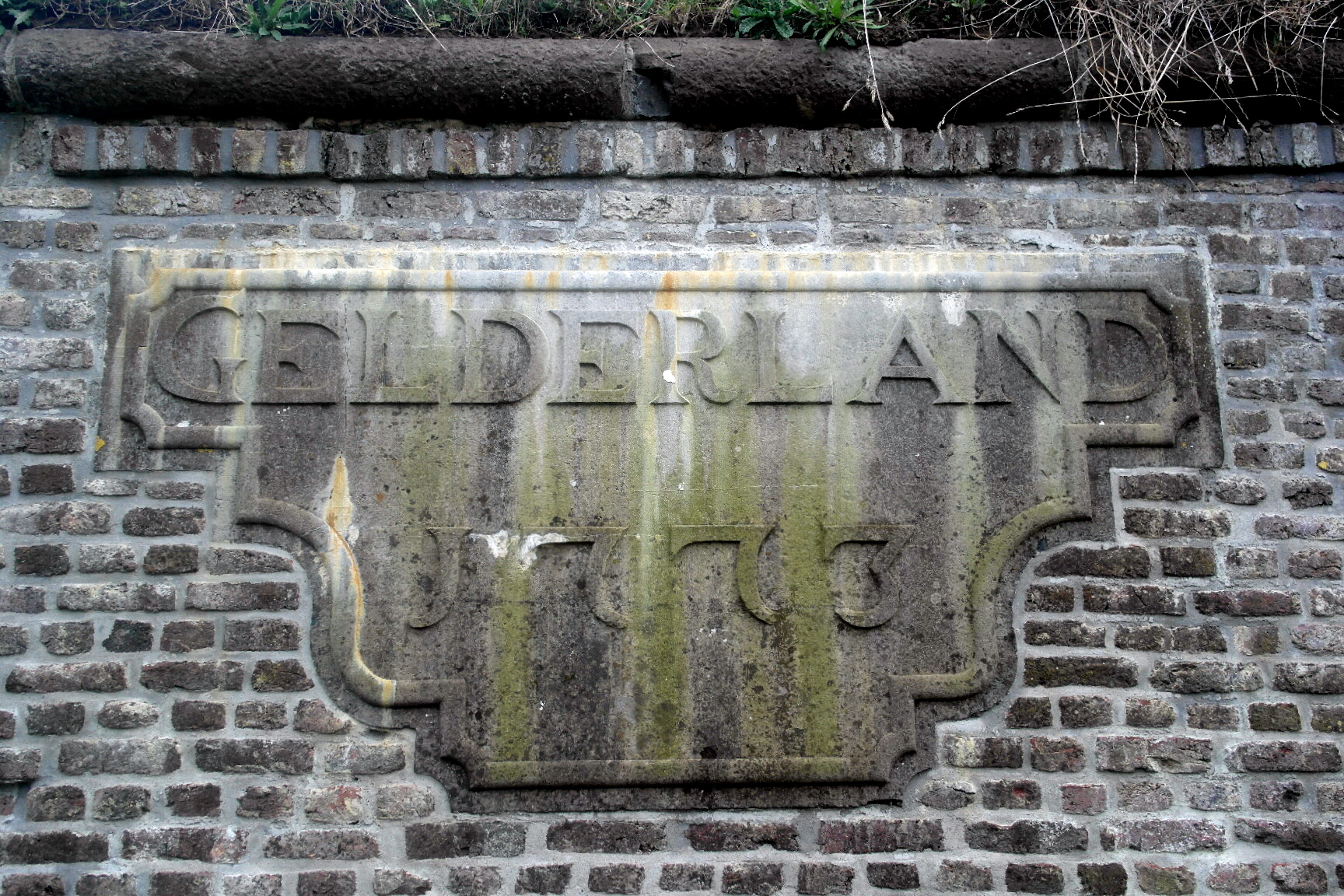
Naamsteen lunet Gelderland, Maastricht
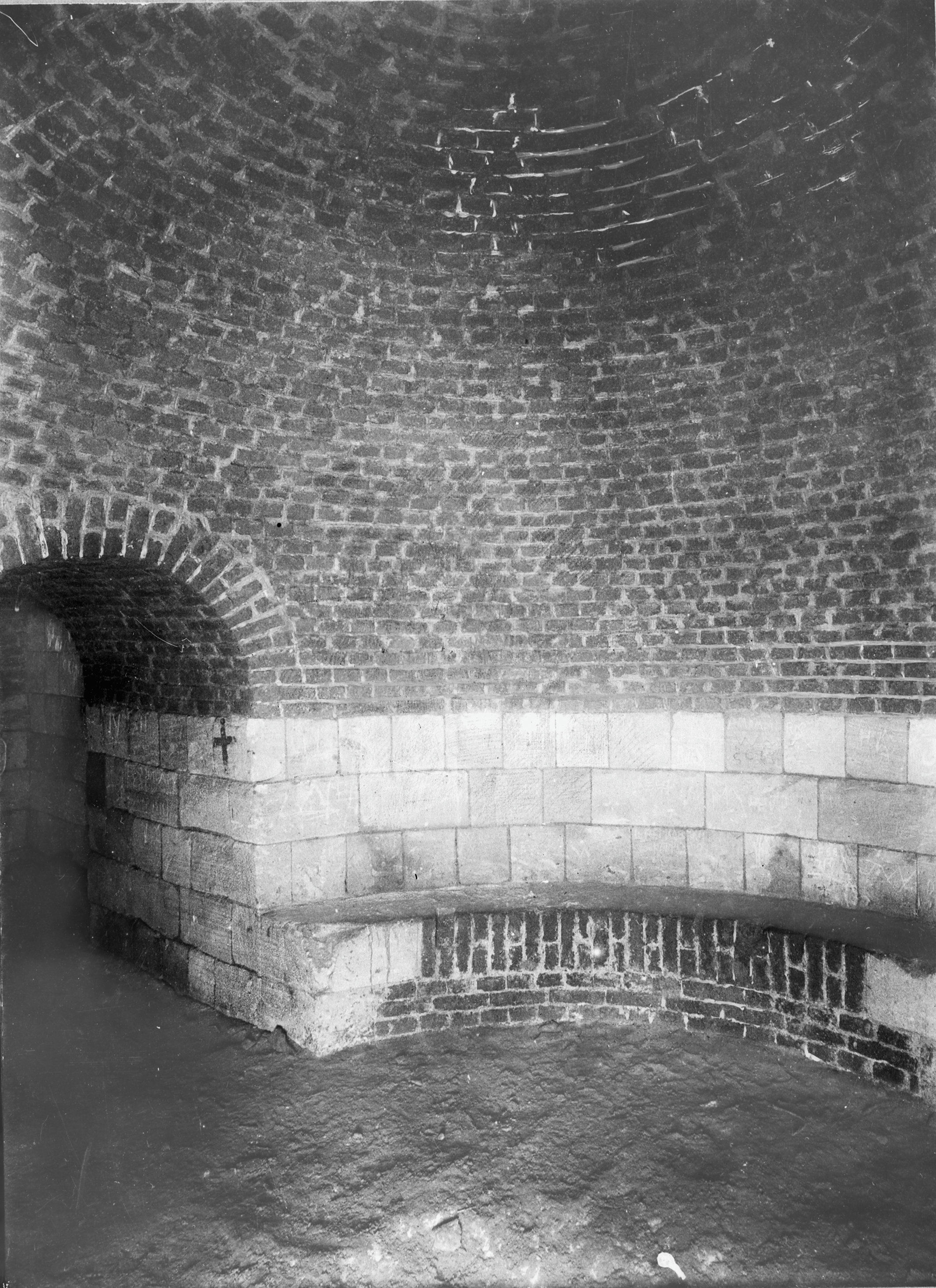
Ondergronds vestingwerk, Maastricht
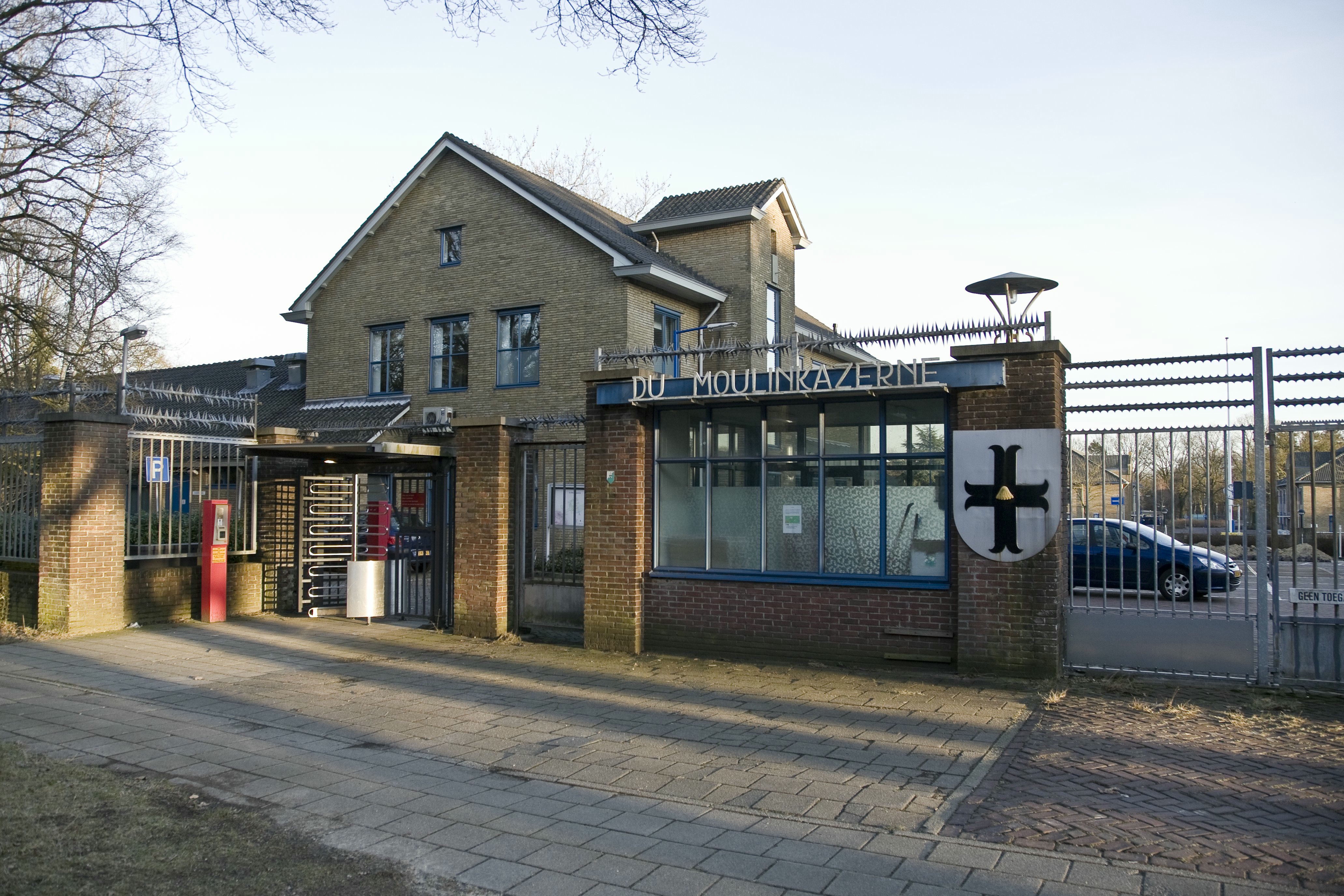
Du Moulinkazerne, Soesterberg